# Eri Yonamine
Eri Yonamine (與那嶺 恵理, Yonamine Eri), née le 25 avril 1991, est une coureuse cycliste japonaise. Elle est notamment championne du Japon du contre-la-montre en 2013, 2015, 2016, 2017, 2018, 2019, et championne du Japon de la course en ligne en 2013, 2016, 2017, 2018, 2019 et de VTT en 2014.

## Biographie
Sur la course en ligne des championnats du monde sur route 2016, elle est la première à attaquer. Elle parcourt quarante kilomètres seule avant d'être rejointe par Nicole Hanselmann. Leur avance culmine à une minute. Le peloton les reprend à 70 kilomètres de l'arrivée.

## Palmarès sur route

### Par année
- 2012
  - Tour d'Okinawa
  - 2e du championnat du Japon sur route
  - 2e du championnat du Japon du contre-la-montre
- 2013
  -  Championne du Japon sur route
  -  Championne du Japon du contre-la-montre
  - 8e du championnat d'Asie sur route
- 2014
  - 2e du championnat du Japon sur route
  - 2e du championnat du Japon contre-la-montre
  -  Médaillée d'argent du championnat d'Asie du contre-la-montre
- 2015
  -  Championne du Japon du contre-la-montre
  - 2e du championnat du Japon sur route
- 2016
  -  Championne du Japon sur route
  -  Championne du Japon du contre-la-montre
  - 3e de la Redlands Bicycle Classic
- 2017
  -  Championne du Japon sur route
  -  Championne du Japon du contre-la-montre
- 2018
  -  Championne du Japon sur route
  -  Championne du Japon du contre-la-montre
  -  Médaillée d'argent du contre-la-montre aux Jeux Asiatiques
  -  Médaillée de bronze de la course en ligne aux Jeux asiatiques
- 2019
  -  Championne du Japon sur route
  -  Championne du Japon du contre-la-montre
- 2022
  - 2e du Tour Féminin International des Pyrénées
- 2023
  -  Médaillée d'argent du contre-la-montre aux Jeux Asiatiques

### Résultats sur les grands tours

#### Tour d'Italie
5 participations
- 2016 : 25e
- 2017 : 28e
- 2018 : 49e
- 2019 : 74e
- 2023 : 82e

#### Tour de France
1 participation
- 2023 : 78e

### Classement mondiaux
| Année                                 | 2013 | 2014 | 2015 | 2016 | 2017 | 2018 | 2019 | 2020 | 2021 | 2022 | 2023 | 2024 |
| ------------------------------------- | ---- | ---- | ---- | ---- | ---- | ---- | ---- | ---- | ---- | ---- | ---- | ---- |
| Classement UCI                        | 165e | 178e | 269e | 90e  | 180e | 103e | 115e | 319e | 397e | 194e | 248e | 255e |
| UCI World Tour                        |      |      |      | 106e | 104e | 149e | 96e  | 153e | 175e | 155e | nc   | nc   |
|                                       |      |      |      |      |      |      |      |      |      |      |      |      |
| Légende : nc = non classéSource : UCI |      |      |      |      |      |      |      |      |      |      |      |      |

## Palmarès en VTT
- 2014
  -  Championne du Japon de cross-country
  -  Médaillée d'argent au championnat d'Asie de relais par équipes

## Palmarès en cyclo-cross
- 2013-2014
  - 2e du championnat du Japon de cyclo-cross
- 2015-2016
  - TOHOKU CX Project Inawashiro Round, Inawashiro
  - KANSAI Cyclo Cross MAKINO Round, Takashima
  - 3e du championnat du Japon de cyclo-cross
- 2016-2017
  - TOHOKU CX Project Inawashiro Round, Inawashiro
  - 3e du championnat du Japon de cyclo-cross
- 2017-2018
  - TOHOKU CX Project Inawashiro Round, Inawashiro
  - Starlight-cross, Chiba
  - KANSAI Cyclo Cross MAKINO Round, Takashima
  - 3e du championnat du Japon de cyclo-cross
- 2018-2019
  - Sagae Round Tohoku CX Series, Sagae
  - 3e du championnat du Japon de cyclo-cross
- 2020-2021
  - 2e du championnat du Japon de cyclo-cross
- 2022-2023
  - Kansai Cyclo Cross Biwako Grand Prix, Kusatsu